# 斑鰭矮長頜魚
斑鰭矮長頜魚，為輻鰭魚綱骨舌魚目象鼻魚科的其中一種，分布於非洲剛果河流域，體長可達5.7公分。